# Cajidiocan
Cajidiocan est une localité de la province de Romblon, aux Philippines. En 2015, elle compte 21 861 habitants.